# Charlie Is My Darling
Charlie Is My Darling foi o primeiro filme dos Rolling Stones, dirigido por Peter Whitehead em 1965. O filme é um documentário filmado na Irlanda em um período de dois dias.

## Prêmios
Charlie is My Darling – Ireland 1965 venceu o Grammy Award de melhor álbum histórico na edição de 2014.